# Andrei Neguța
Andrei Neguța (n. 18 iulie 1952, Hîrbovăț) este un politician, politolog și diplomat moldovean, deputat în Parlamentul Republicii Moldova începând din decembrie 2014 pe listele PSRM și anterior în anii 2001-2002 pe listele PCRM. A mai fost ales deputat și în legislatura a XIV-a (1998-2001). Andrei Neguța a fost contra-candidatul Zinaidei Greceanîi (ambii înaintați de PCRM) în cea de-a doua tentativă a alegerilor prezidențiale eșuate din mai-iunie 2009.
Andrei Neguța a fost ambasador al Republicii Moldova în Federația Rusă din 29 mai 2009 până la 25 aprilie 2012 și ambasador al Republicii Moldova în Franța și prin cumul în Spania și Portugalia (2003 - 2006). În perioada 23 - 27 aprilie 2001, a fost membru în delegația Republicii Moldova la Adunarea Parlamentară a Consiliului Europei.
În septembrie 2010, în timp ce era în funcția de ambasador al Moldovei în Federația Rusă, președintele interimar al Republicii Moldova, Mihai Ghimpu, a propus rechemarea lui Neguța, pe motiv că ar fi loial intereselor Partidul Comuniștilor și nu intereselor statului.
Neguța a fost retras din funcția de ambasador al Republicii Moldova în Federația Rusă în aprilie 2012, după ce a declarat într-un interviu pentru ITAR-TASS că retragerea înainte de termen a militarilor ruși din regiunea transnistreană ar pune în pericol atât Republica Moldova, cât și întreaga regiune. După rechemarea sa din funcția de ambasador, el a fost numit consilier la Mitropolia Moldovei, în cadrul departamentului mitropolitan relații externe, fiind abilitat să colaboreze cu corpul diplomatic acreditat în Rusia și țările din Comunitatea Statelor Independente. Atunci, Mitropolitul Moldovei, Vladimir, i-a acordat lui Neguța ordinul “Cuviosul Paisie Velicikovski”, pentru “eforturile depuse în calitatea sa de diplomat, dar și pentru susținerea diverselor activități ale Bisericii”.
Andrei Neguța a fost membru al Partidului Comuniștilor din Republica Moldova până în septembrie 2014.
La alegerile parlamentare din 30 noiembrie 2014 din Republica Moldova a candidat la funcția de deputat de pe poziția a 5-a din lista PSRM.
Andrei Neguța este absolvent al facultății de chimie de la Universitatea de Stat din Moldova (1975) și al facultății de sociologie și politologie de la Universitatea de Stat din Odesa (1993). Cunoaște limbile franceză și rusă. Este căsătorit cu Tatiana și are doi fii: Vadim (n. 1982) și Chiril (n. 1985).